# Thomas Bartholin-Eichel
 Der er flere personer med dette navn, se Thomas Bartholin.
Thomas Bartholin-Eichel (født 17. april 1755 i København, død 12. januar 1829 sammesteds) var en dansk overretsassessor, bror til Johan Bartholin-Eichel.
Han var søn af højesteretsjustitiarius, konferensråd Caspar Christopher Bartholin og 2. hustru Elisabeth Hedevig Eichel, blev 1773 student (privat dimitteret), 1779 juridisk kandidat, 1781 byfoged, postmester, vejer og måler i Nykøbing Sjælland, birkedommer i Dragsholms Birk samt vicelandsdommer i Sjælland, 1783 justitsråd, 1792 borgmester samt by- og rådstuskriver i Kalundborg, tog 1801 sin afsked og blev ved oprettelsen af Landsoverretten i Viborg 1805 første assessor i denne, hvorfra han dog 1806 afskedigedes. Han var nogen tid kaptajn ved landeværnet og levede til sin død 12. januar 1829 som translatør i København. Bartholin udgav forskellige praktiske juridiske håndbøger og et juridisk tidsskrift, Nørre-Jyllands Themis (1805-06); i sine senere år udarbejdede han en fortegnelse over de i en længere årrække i Adresseavisen bekendtgjorte dødsanmeldelser (1825). 20. april 1781 havde han ægtet Catharine Margarethe Helt (1762 – 30. september 1824).